# Koszyce (województwo małopolskie)
Koszyce – miasto w południowej Polsce położone w województwie małopolskim, w powiecie proszowickim, w gminie Koszyce, której jest siedzibą. Położone przy skrzyżowaniu DK79 i DW768.
Koszyce były dawniej miastem królewskim Korony Królestwa Polskiego, należące do wielkorządców krakowskich w powiecie proszowickim województwa krakowskiego w końcu XVI wieku. Prawa miejskie w latach 1374–1869 oraz ponownie od 1 stycznia 2019 roku.
Koszycki rynek wykazał się najwyższym stopniem miejskości w badaniach naukowych nad morfologią miast zdegradowanych reformą carską z 1869–1870.
Dzielnice miasta Koszyce to: Podgaje Koszyckie i Przedmieście.

## Historia

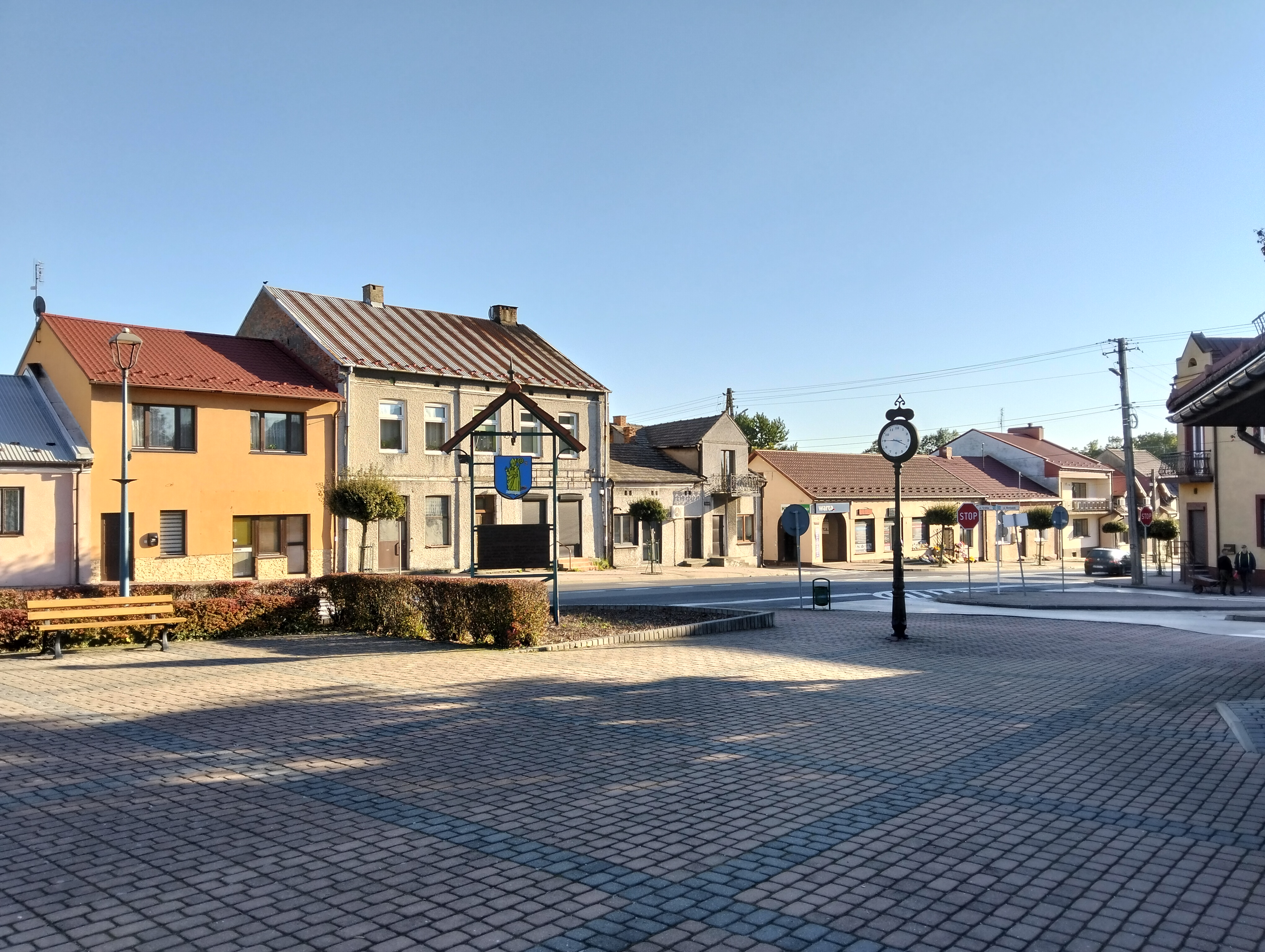
Fragment Miejskiego Rynku

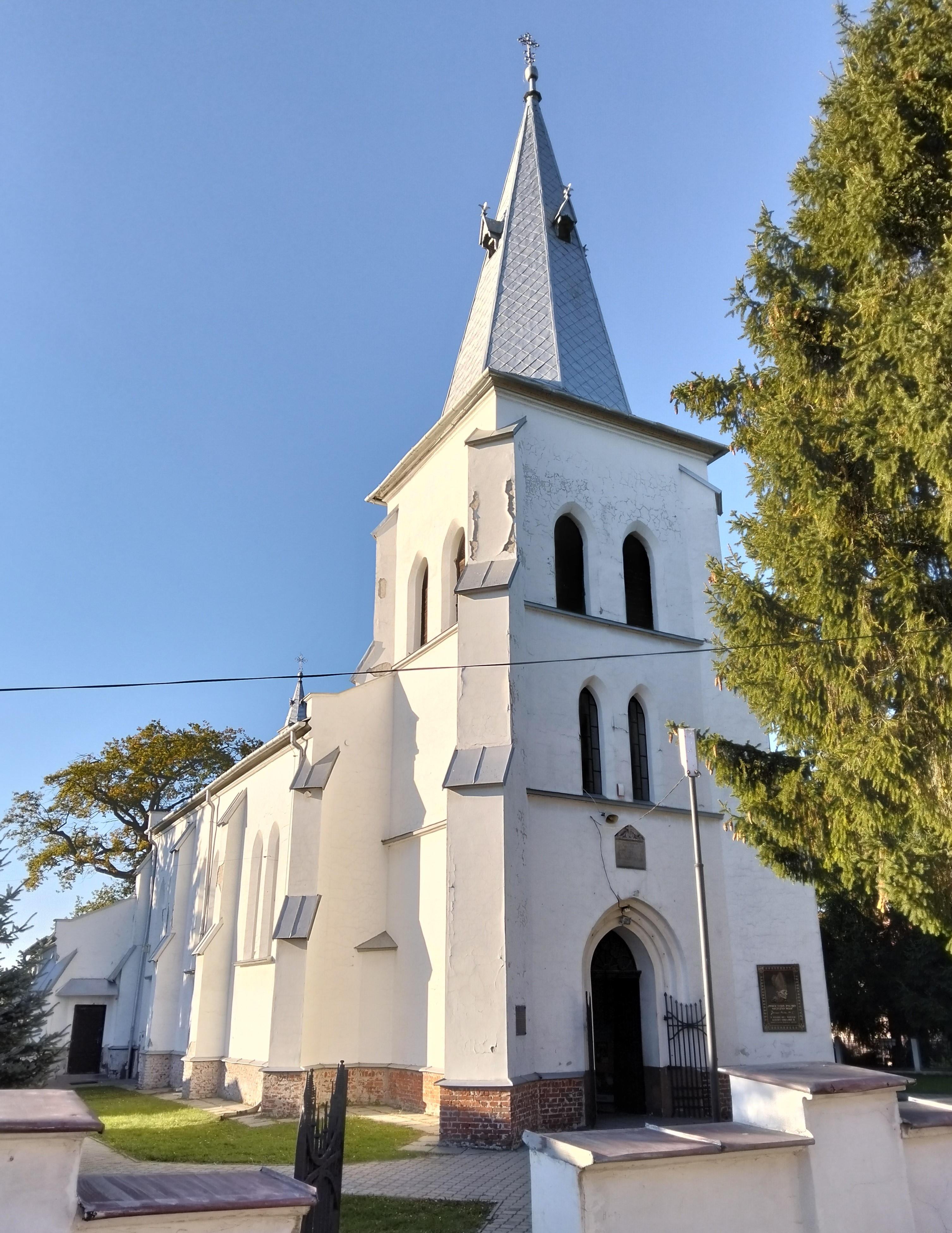
Kościół w Koszycach

Miejscowość położona była w dobrach królewskich, stanowiła uposażenie wielkorządcy krakowskiego i nosiła nazwę Koszyczki. Pierwsza wzmianka o Koszycach w źródłach pochodzi z 1328 roku. Przez Koszyce, położone przy przeprawie przez Szreniawę, przebiegał szlak handlowy z Krakowa i Bochni przez Wiślicę na Ruś Kijowską. 26 czerwca 1374 roku królowa Elżbieta Łokietkówna nadała Koszycom, posiadającym już uprzednio prawa miejskie, prawo magdeburskie i przywilej targów w poniedziałki. Przywileje lokacyjne były wzorowane na krakowskich. Miasto było ważnym ośrodkiem rzemieślniczym i handlowym. 4 kwietnia 1421 roku Koszyce powtórnie były lokowane na prawie magdeburskim przez króla Władysława Jagiełłę i otrzymały przywilej odbywania 8-dniowego jarmarku 22 lipca i targów we wtorki. W mieście znajdowała się komora królewska, która pobierała myto od wozów i pędzonego bydła. W pobliżu Koszyc znajdował się port rzeczny na Wiśle w Morsku. W 1563 roku w mieście znajdowały się 83 domy, 13 jatek rzeźniczych oraz łaźnia. W mieście handlowano zbożem, upowszechniła się stosowana tu miara korzec koszycki, równy 1/4 korca krakowskiego (55 kg żyta lub 57 kg pszenicy). Z 1564 roku pochodzi wzmianka o istnieniu ratusza. W 1579 roku w Koszycach działało 86 warsztatów rzemieślniczych.
Upadek miasta nastąpił od XVII wieku. Spustoszenia dokonała zaraza z 1654 roku, podczas której zmarło m.in. 40 miejscowych mistrzów cechowych. Dzieła zniszczenia dopełnił potop szwedzki. W tym okresie z 77 rzemieślników pozostało 18. W 1664 roku Koszyce miały zaledwie 432 mieszkańców i znajdowały się tu 52 domy. W kolejnych latach miasto jeszcze bardziej podupadło, mieszkańcy musieli odrabiać pańszczyznę na folwarku w pobliskich Kucharach.
W XVIII wieku sytuacja miasta uległa poprawie. Stało się ono ważnym ośrodkiem rzemieślniczym. Rozwijało się przede wszystkim sukiennictwo. W 1827 roku miasto miało 628 mieszkańców. Po powstaniu styczniowym 1 czerwca 1869 roku car odebrał Koszycom prawa miejskie. W ramach represji za udział mieszkańców w powstaniu, rosyjskie władze przeniosły także siedzibę gminy do miejscowości Filipowice. Pod koniec XIX w. ok. 40% mieszkańców stanowili Żydzi, którzy mieli własną gminę wyznaniową i dużą synagogę. W 1931 roku Koszyce stały się ponownie siedzibą gminy.
Podczas II wojny światowej, w dniu 6 września 1939 roku w Koszycach stacjonował sztab Armii „Kraków” gen. Szyllinga, wkrótce potem miejscowość dostała się pod okupację niemiecką. Latem 1944 roku w rejonie Koszyc toczyły się walki partyzanckie w ramach istnienia tzw. Republiki Pińczowskiej. W Koszycach funkcjonował wówczas Polski Zarząd Poczt i Telekomunikacji Obwodu Pińczowskiego AK. Koszyce zajęła armia sowiecka w styczniu 1945 roku, kończąc okupację niemiecką.

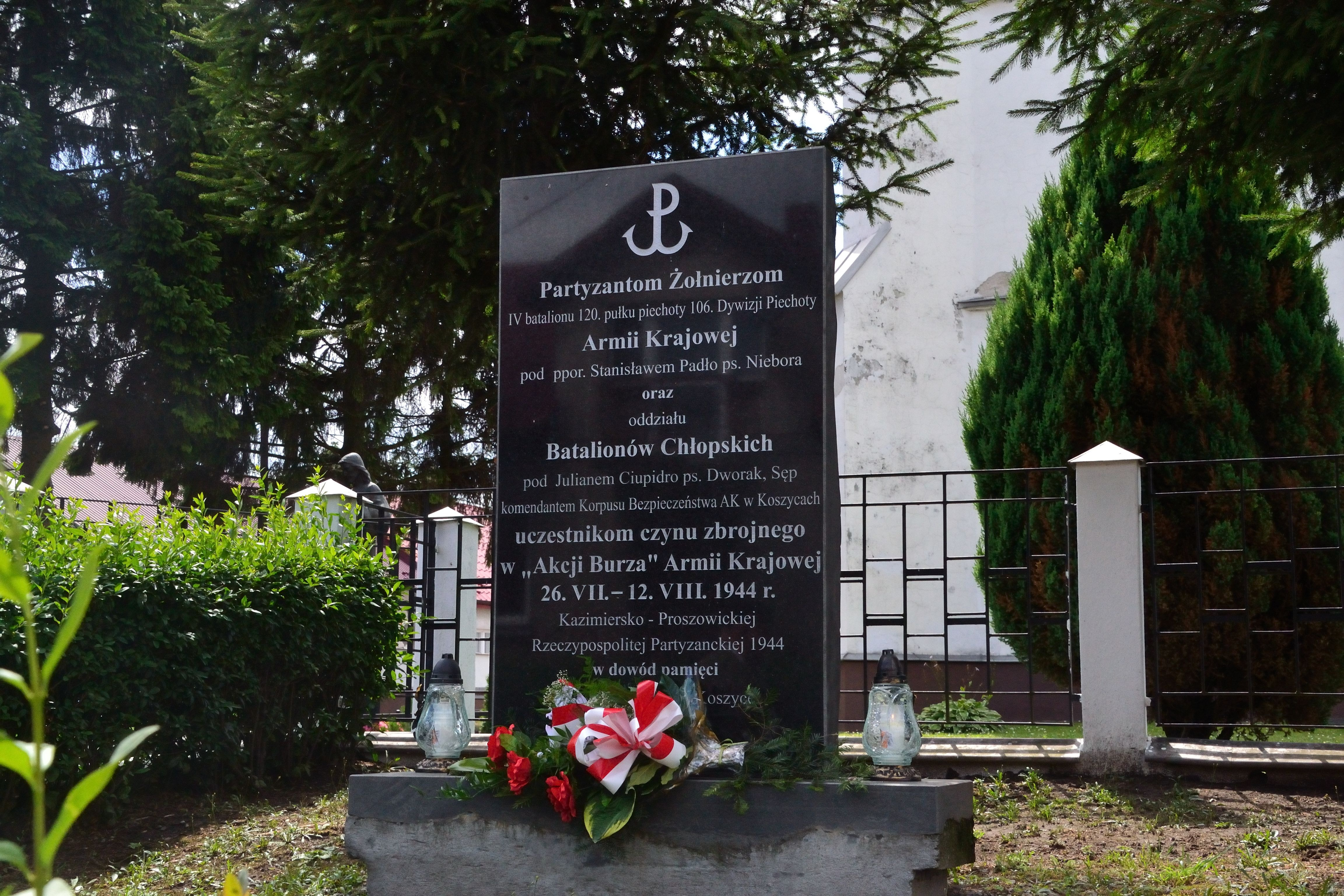
Koszyce – tablica pamięci partyzantom AK

W latach 1975–1998 miejscowość administracyjnie należała do województwa kieleckiego.
W maju 2011 roku w czasie prac przy budowie wodociągu w Koszycach odkryto zbiorowy grób z okresu neolitu z prawie 3 tysięcy lat p.n.e. Pozostawili go przedstawiciele ludu należącego do kultury amfor kulistych. W grobie znaleziono 15 osób zamordowanych kamiennymi siekierami, należących prawdopodobnie do jednej rodziny; wiek kości ustalono na 4830–4726 lat.

## Konsultacje lokalne w sprawie nadania statusu miasta (2017–2018)
1 grudnia 2017 roku Rada Gminy Koszyce postanowiła przeprowadzić konsultacje z mieszkańcami gminy w sprawie wystąpienia z wnioskiem o nadanie miejscowości statusu miasta. Konsultacje społeczne przeprowadzone zostały od 20 grudnia 2017 roku do 30 stycznia roku następnego. Wyniki prezentowały się następująco:
- gmina Koszyce (frekwencja 68,8% = 3180 osób):
  - za 73%,
  - przeciw 21%;
  - wstrzymało się 6%;
- miejscowość Koszyce (frekwencja 59,9% = 411 osób):
  - za 64,7%,
  - przeciw 25,8%;
  - wstrzymało się 9,5%;
- gmina Koszyce bez miejscowości Koszyce (frekwencja 70% = 2769 osób):
  - za 73,7%,
  - przeciw 20,4%;
  - wstrzymało się 5,9%[14].

Tadeusz Polak, pełnomocnik do spraw konsultacji, złożył do Wojewódzkiego Sądu Administracyjnego skargę na podjętą uchwałę Rady Gminy Koszyce Nr XVII/159/2017 z 1 grudnia 2017 roku w sprawie przeprowadzenia konsultacji jako naruszającą przepisy prawa, wnosząc o stwierdzenie nieważności skarżonej uchwały. Skarga ta została odrzucona przez sąd administracyjny. 1 stycznia 2019 roku status miasta został przywrócony.

## Zabytki
Obiekt wpisany do rejestru zabytków nieruchomych województwa małopolskiego.
- Założenie parkowe.

### Inne zabytki
- Kościół pw. św. Marii Magdaleny z 1881 r. wzniesiony w miejsce zniszczonej w pożarze drewnianej świątyni z XV wieku. Budowla jednonawowa z prezbiterium oddzielonym od nawy arkadą. W ołtarzu głównym znajduje się obraz Matki Bożej z Dzieciątkiem z XVII wieku.

## Miasta Partnerskie
Miasta partnerskie:
- Crisolles, Francja
- Zaleszczyki, Ukraina
- Derecske, Węgry

## Sport
W mieście działa Klub Sportowy Szreniawa Koszyce, który w sezonie 2023/2024 występuje w klasie A, gr. Kraków I. Według informacji Klub powstał w 1922 roku za sprawą członków miejscowej ochotniczej straży pożarnej. Po okresie zawirowań wojennych klub reaktywowano w latach 50., obecną nazwę przyjęto w 1976 r. Siedziba klubu znajduje się przy ulicy Topolowej 2.